# ادموند کلوتنس
ادموند کلوتنس (انگلیسی: Edmond Cloetens) کماندار اهل بلژیک است. از افتخارات وی میتوان به کسب ۳ مدال طلا در بازی‌های المپیک تابستانی ۱۹۲۰ اشاره کرد.